# 김용선 (정치인)
김용선(미상 ~ )은 조선민주주의인민공화국의 정치인이다. 당 검열위원회 위원이다.

## 경력
2010년 9월 조선로동당 제3차 대표자회에서 당 검열위원회 위원으로 선출되었다. 이후 2016년 5월 조선로동당 제7차 대회에서도 당 검열위원회 위원으로 연임되었다.